# جولي بيتو
جولي بيتو (بالفرنسية: Julie Betu)‏ مواليد 25 أغسطس 1995، هي لاعبة كرة يد كونغولية تلعب كظهير أيسر. مثلت منتخب جمهورية الكونغو الديمقراطية لكرة اليد للسيدات.

## سجل المنافسة
شاركت في البطولات التالية:
- بطولة العالم لكرة اليد للسيدات 2013